# Kálvária-kápolna (Baja)
A Kálvária-kápolna egy temetőkápolna Baján, a Kálvária utcában. A bajai Szent István plébániához tartozik; korábban a belvárosi Szent Péter és Pál, majd a Páduai Szent Antal plébániához tartozott, titulusa Hétfájdalmú Szűz. 1836-ban újjáépült klasszicista stílusban, valószínűleg Gfeller Károly zombori építőmester vagy Bauer Antal tervei alapján.

## Története

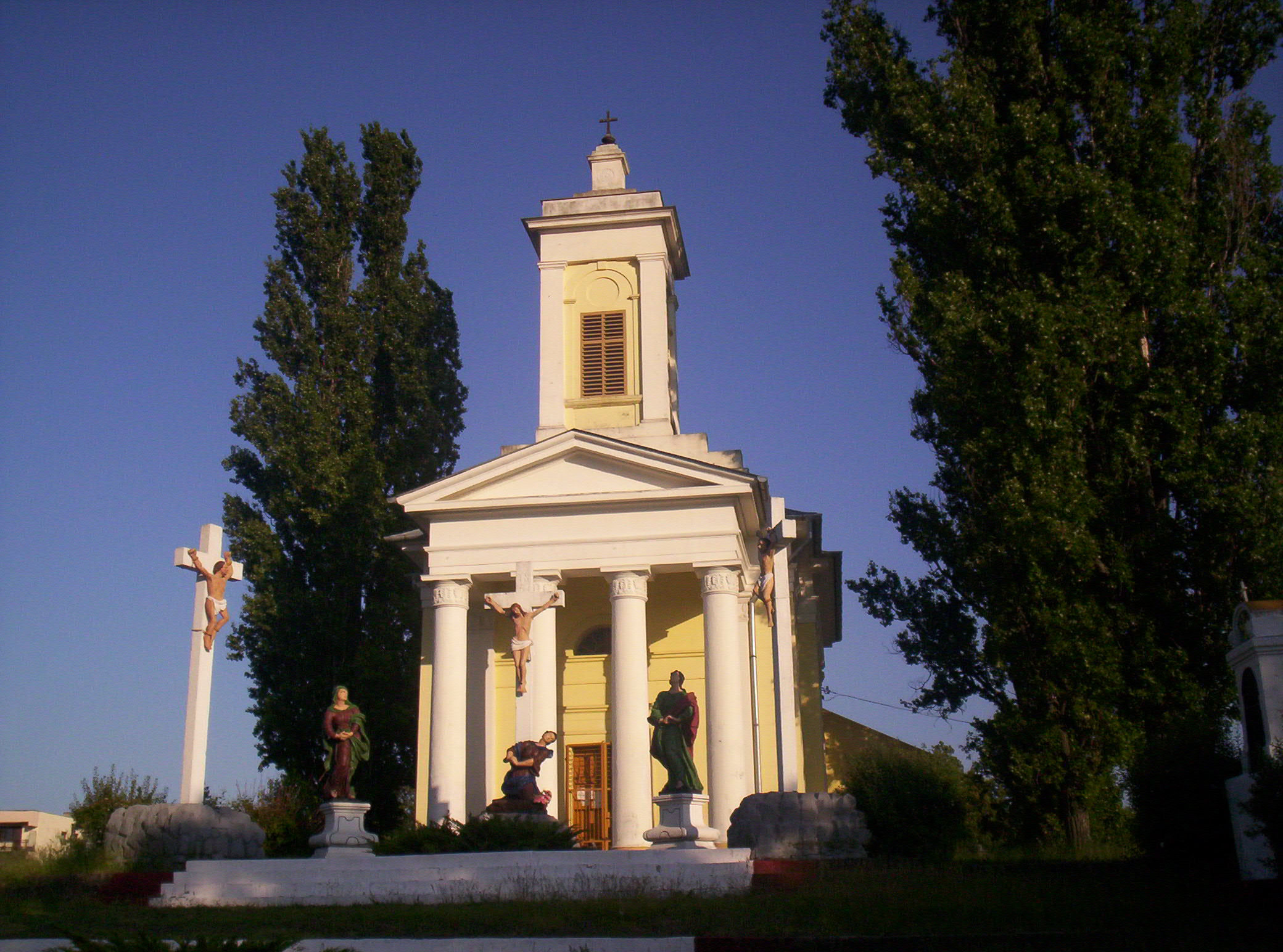
A kápolna közelebbről

A kápolna egy domb tetején, szabadon áll. A 18. század közepén épített, majd 1795-ben újjáépített kisebb kápolna helyén építette 1836-ban Benger János kőműves (és építész) és Novák József ácsmester (és "építési vállalkozó"),a zombori építész Gfeller Károly tervei és vezetése alapján. 7300 forintba került, amiből 1000 forintot Keresztesi Deák János özvegye adományozott.
1928-ban, 1970-ben és 1998-ban felújították.
Egyhajós, homlokzata északnyugatra néz, és itt található a torony is. Sekrestyéje a délnyugati falhoz kapcsolódik. Homlokzata előtt négyoszlopos, timpanonos portikusz áll. 
A szentély falában 1841-ből származó sírkő található. A kápolna berendezése 18-19. századi; mellékoltárképét 1837-ben festette Schöfft József Károly. A Hanisch Mátyás 1804 körül festette főoltárkép a Fájdalmas Szűzanyát ábrázolja.
A kápolna előtt Kálvária-szoborcsoport áll; Szűz Mária, Szent János és Mária Magdolna színezett kőszobrai 1795-ből valók. A stációfülkék és domborműveik 1766-ból származnak, 1973-ban helyreállították őket.